# Белейка (приток Межи)
Белейка — река в Тверской области России, правый приток Межи (бассейн Западной Двины). Длина реки составляет 16 км.

## Течение
Протекает по территории Нелидовского муниципального района.
Белейка берёт начало в деревне Ключевая. Течёт в юго-западном направлении. Ширина реки в среднем течении до 7 м, глубина до 0,4 м; в нижнем течении — ширина до 8 м, глубина 0,5 м. Впадает в Межу справа.

## Притоки
Основные притоки: Сосноватка (справа) и Чернушка (слева).